# Zoran Čubrilo
Zoran Čubrilo (Zagreb, 12. studenoga 1967.) je hrvatski kazališni, televizijski i filmski glumac.

## Filmografija

### Televizijske uloge
- "Naši i vaši" kao profesor #2 (2002.)
- "Obični ljudi" kao ginekolog (2006.)
- "Naša mala klinika" kao pacijent (2006.)
- "Odmori se, zaslužio si" kao Berti (2006. – 2013.)
- "Urota" kao Vukasović (2007.)
- "Bitange i princeze" kao Vanja (2007. – 2008.)
- "Zakon!" kao Gustav Supek (2009.)
- "Policijske priče" (2011.)
- "Provodi i sprovodi" kao Kraljević (2011.)
- "Crno-bijeli svijet" kao Marinko (2016. - 2019.)
- "Počivali u miru" kao Kajo Družak (2017.)
- "Oblak u službi zakona" kao Suvi (2022.)

### Filmske uloge
- "Znanost, Vi i Mi" (1990.)
- "Priča iz Hrvatske" (1991.)
- "Vozačka dozvola" (1992.)
- "Rastreseno gledanje kroz prozor" (1993.)
- "Na rubu pameti" (1993.)
- "Olovna pričest" (1995.)
- "Putovanje tamnom polutkom" (1995.)
- "Prepoznavanje" kao Mihajlo (1996.)
- "Rusko meso" (1997.)
- "Garcia" (1999.)
- "Četverored" kao crnac na motoru (1999.)
- "Kraljica noći" kao bolesnik #2 (2001.)
- "Družba Isusova" kao Admontor (2004.)
- "Oprosti za kung fu" kao doktor (2004.)
- "Mrtvi kutovi" (2005.)
- "Put lubenica" kao Rivette (2006.)
- "Metastaze" kao portir (2009.)
- "Ljubavni život domobrana" kao Braco (2009.)

## Vanjske poveznice
- Zoran Čubrilo u internetskoj bazi filmova IMDb-u (engl.)
- Stranica na ZKM.hr